# Touraco géant
 (décembre 2023).
Si vous disposez d'ouvrages ou d'articles de référence ou si vous connaissez des sites web de qualité traitant du thème abordé ici, merci de compléter l'article en donnant les références utiles à sa vérifiabilité et en les liant à la section « Notes et références ».
Corythaeola cristata, Corythaeola · Corythaeolinae
Sous-famille
Genre
Espèce
Statut de conservation UICN

 LC  : Préoccupation mineure
Statut CITES
Le Touraco géant (Corythaeola cristata), unique représentant du genre Corythaeola et de la sous-famille des Corythaeolinae, est une espèce d'oiseaux africains, proche des coucous.

## Description
Il s'agit de la plus grande espèce de Touracos avec une longueur comprise entre 65 et 75 cm. Son plumage est vert bleuté. Elle présente une huppe de 5 cm et un large bec jaune à pointe rouge.
Deux vues d'un touraco géant prises au Bigodi Wetland Sanctuary (Ouganda).

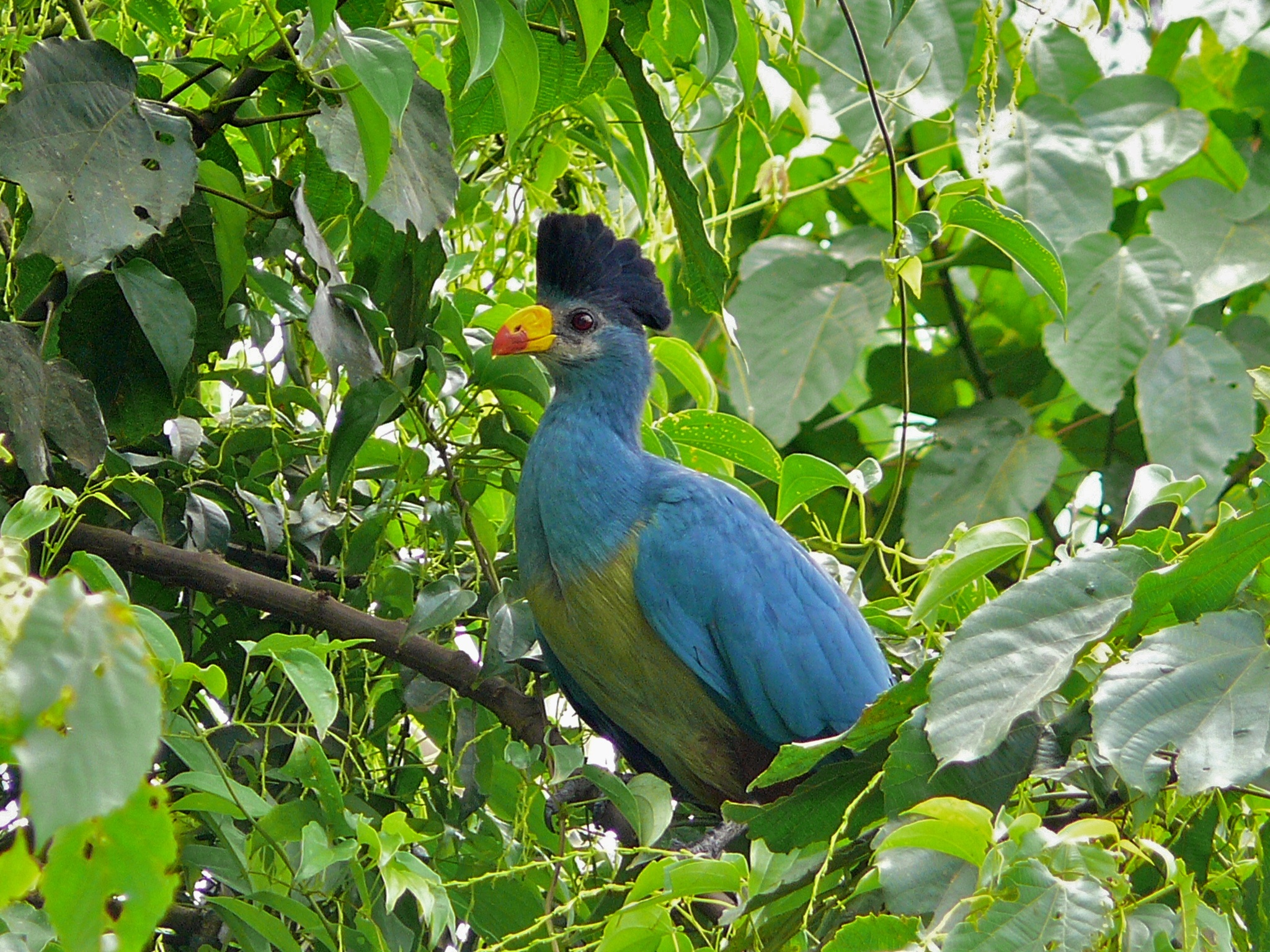
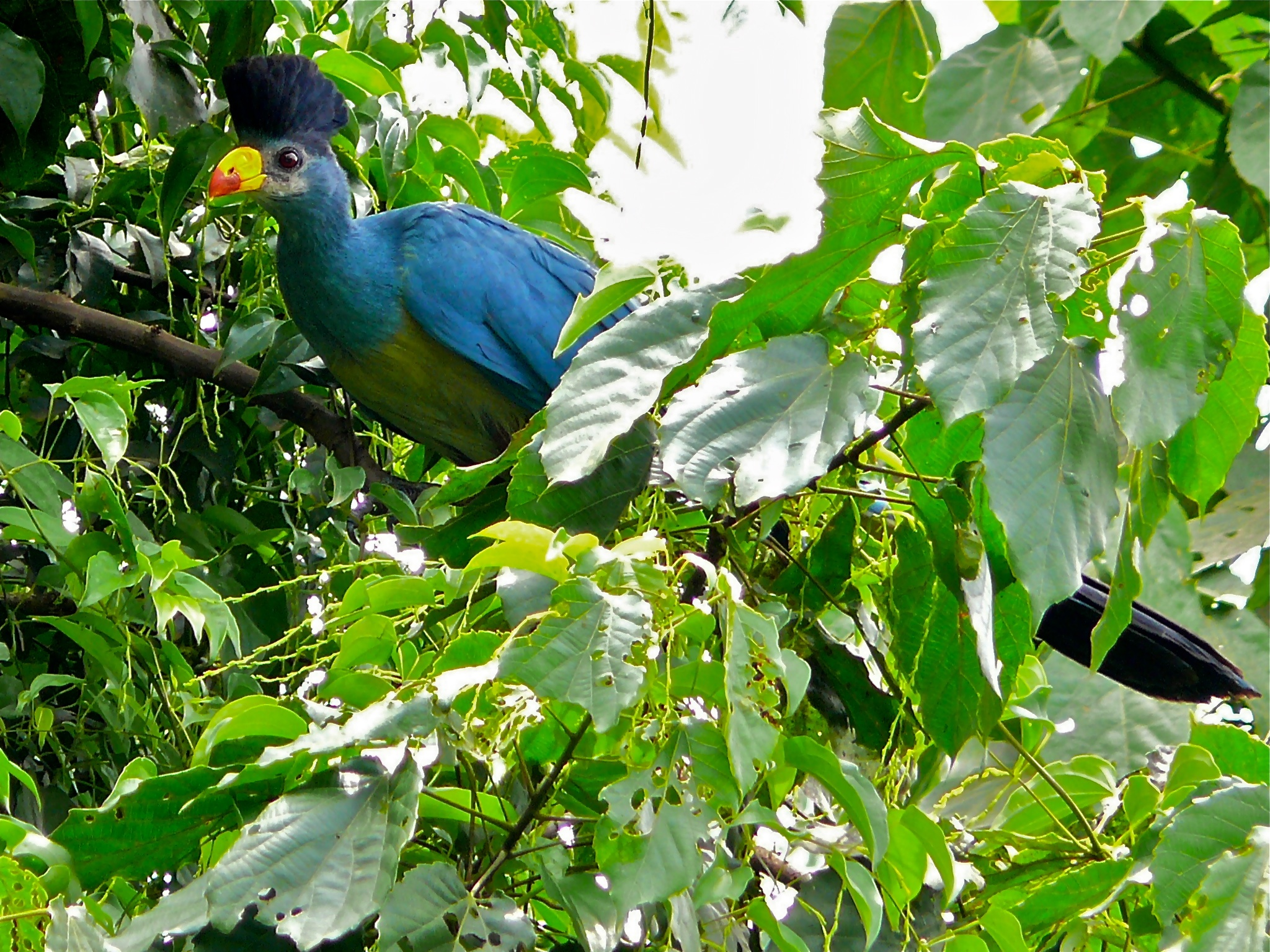
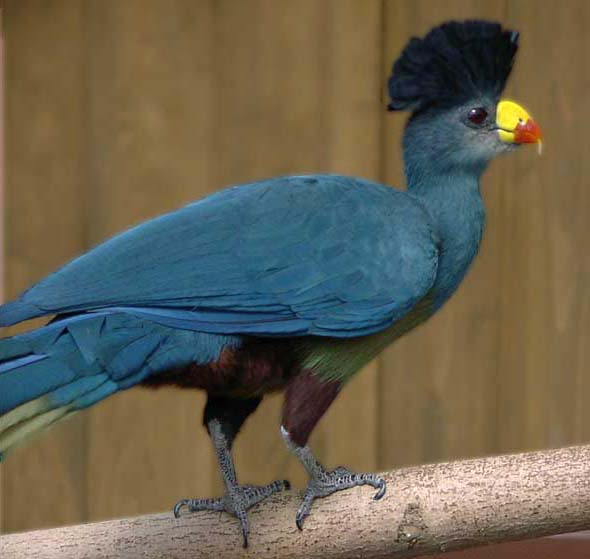

## Répartition
Cet oiseau vit en Afrique équatoriale.

## Habitat
Cette espèce fréquente les forêts tropicales.

## Biologie
Cet oiseau vit solitaire ou en petits groupes au sommet des arbres mais descend parfois à terre. Il vole assez peu.

## Alimentation
Cette espèce se nourrit de fruits et de graines.

## Reproduction
Le nid est peu aménagé : simple plate-forme de branchettes au sommet d'un arbre. La femelle pond un seul œuf blanc verdâtre, couvé pendant 20 jours par le couple. Le jeune, couvert d'un duvet brun noir, acquiert ses plumes vers quatre à cinq semaines.

## Statut
Cette espèce est chassée pour sa chair et ses plumes (appréciées comme talismans) dans certaines régions (notamment en République démocratique du Congo), mais n'est pas considérée comme menacée.